# Jenny Minne-Dansaert
Jenny Victorine Fernande Minne-Dansaert (née le 21 novembre 1844 à Gand et décédée le 11 décembre 1909 à Paris) est une dentellière belge, cheffe d'une entreprise dentellière, la Maison Minne-Dansaert, d'abord à Bruxelles puis à Haaltert. Elle a développé une production de grande qualité qui a remporté de nombreux prix dans des expositions internationales. Elle est aussi féministe et attache de l'importance à une formation commune pour les hommes et les femmes.

## Biographie
Jenny Minne-Dansaert est née à Gand le 21 novembre 1844. Elle apprend la dentelle avec sa mère, Thérèse Minne-Dansaert. Elle maîtrise parfaitement plusieurs langues : le français, le néerlandais, l'allemand et l'anglais, ce qui lui sera très utile pour faire connaître son entreprise à l'étranger. Elle a un caractère affirmé et une haute estime d'elle-même, tout comme sa mère.
Thérèse Minne-Dansaert dirige l'entreprise dentelière Charles Minne-Dansaert, une maison réputée qui existe à Bruxelles depuis 1856. Elle obtient des récompenses importantes aux expositions internationales de Londres de 1862 et Paris de 1867.
Jenny Minne-Dansaert reprend l'entreprise et s'emploie à conserver la haute qualité de la maison, s'investit dans la recherche de motifs originaux et l'amélioration de la technicité.
Au milieu du 19e siècle, le nombre d'ouvrières dentellières diminue à Bruxelles où les femmes ont désormais plus de possibilités d'emplois mieux rémunérés dans les secteurs industriels en développement. Les fabricants de dentelles font alors appel aux dentellières des campagnes flamandes en passant par l'intermédiaire de monastères ou industries locaux mais la formation et l'encadrement des dentellières laissent souvent à désirer et la qualité de la production en souffre. En 1889, Jenny Minne-Dansaert déplace son entreprise vers Haaltert en Flandre orientale où se trouve la main d’œuvre.
Jenny Minne-Dansaert fonde l'école Sainte Anne, spécialisée dans la dentelle fine à l'aiguille et une école de dessin dentellier dans le hameau d'Eeckent où de nouveaux modèles sont créés sous sa direction. Elle fonde également une école de dentelle au fuseau à Saint-Gilles-lez-Termonde. Elle est aussi en relation avec l'école dentellière du couvent de Herne. À cette époque, les écoles dentellières sont en fait de vrais ateliers de fabrication où l'on entre dès l'enfance et reste parfois jusqu'au mariage. La suppression des intermédiaires lui permet de comprimer les coûts de fabrication et d'accorder des salaires plus élevés que ceux des usines et d'attirer ainsi les meilleures dentellières de la région. En 1905, elle se vante de payer ses ouvrières mieux que la moyenne des ateliers de dentelle. Le contact direct entre le fabricant et les dentellières permet aussi au fabricant de superviser toutes les étapes de la production de le dentelle et d'en améliorer la qualité. Elle forme les ouvrières, distribue le travail en tenant compte des compétences particulières des élèves et préside aux rémunérations.
Ces écoles de dentelle cesseront d'exister en 1914, lorsque l'enseignement général devient obligatoire.
Les ouvrières les plus spécialisées travaillent dans les ateliers à Haeltert-Eeckent, les autres à domicile, dans les environs immédiats ou encore dans les écoles.Les trois écoles de dentelle comptent de 300 à 350 élèves et jusque 1000 ouvrières travaillent à domicile.
Sa maison dentelière est spécialisée dans les points à l'aiguille: Bruxelles, Venise, Burano, Alençon, Argentan, et les dentelles avec fuseaux connexes avec le point de Bruxelles: application, duchesse, Angleterre.
Jenny Minne-Dansaert s'efforce également de supprimer les intermédiaires dans le domaine du commerce. Elle livre directement ses productions aux plus importantes maisons de mode de Paris, New York, Chicago, Londres, Liverpool et Barcelone. Elle déclare fournir la maison Marshall Field et Cie de Chicago, la Maison du Bon Marché à Paris et, à la fin de sa vie, possède une maison à Paris, chez Emile Miard.
La maison Minne-Dansaert devient une des plus importantes de Belgique.
La production de son entreprise est montrée dans les grandes expositions internationales : Exposition internationale d'Anvers de 1885, exposition universelle de Paris de 1889 (Grand prix) puis de 1900 (médaille d'or) et exposition de 1904 (grand prix), exposition universelle d'Anvers en 1894 (grand prix), exposition universelle de Saint-Louis en 1904 (grand prix), Londres, Edinbourgh, Rome etc.

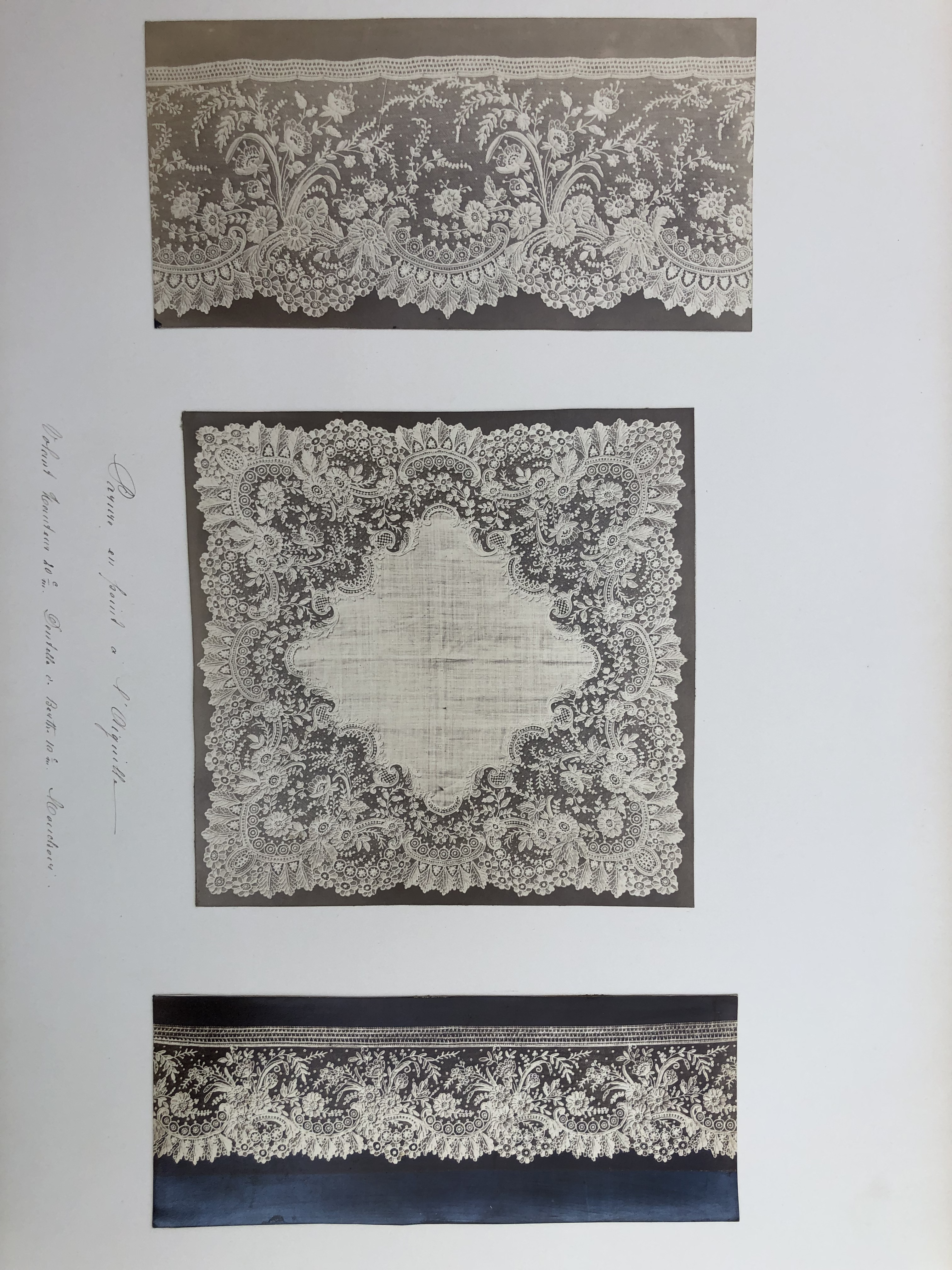
Dentelles de Jenny Minne-Dansaert.

Elle se rend en personne à l'exposition universelle de Chicago en 1893, où sa maison est une des quatre maisons dentelières de Belgique présentes. Elle participe à la section Art and Handicraft, installée dans la Woman's building qui s'inscrit dans la première vague féministe américaine. Elle-même est une féministe convaincue et, dans un rapport adressé au Président de la Commission belge de l'exposition, se réjouit que les écoles américaines de dessin et d'apprentissage soient accessibles aussi bien aux femmes d'aux hommes « ce qui contribue puissamment au développement du respect de la femme et de l'habitude, chez l'homme, de la considérer et de la traiter en égale ».
L'exposition universelle de Liège de 1905 est une étape importante pour la maison Minne-Dansaert. Elle y obtient trois fois le grand prix,.
Au début de l'année 1905, la maison Minne-Dansaert participe avec l'association belge « Les Arts de la femme » à l'exposition internationale d'art populaire organisée par le Lyceum Club de Berlin, une association de « femmes indépendantes, avec un intérêt particulier pour l'art, la science et les intérêts sociaux ». La plupart des œuvres soumises sont constituées de dentelles qui, selon Mathilde Mayer, la présidente des Arts de la femme, sont «le meilleur exemple de l'art féminin populaire». Grâce aux « pièces traditionnelles » présentées par la princesse Clémentine, les maisons Daimeries-Petitjean et Minne-Dansaert et l'école de Malines, l'association reçoit une« haute distinction ».
De 1905 à 1909, Jenny Minne-Dansaert offre des pièces aux Musées royaux d'Art et d'Histoire de Bruxelles, souvent des échantillons mais aussi des éventails. Les Musées acquièrent également des pièces comme une feuille d'éventail exposée à l'exposition universelle de Liège en 1905 dans le cadre d'un concours célébrant les 75 ans d'indépendance de la Belgique : des monuments, paysages et plantes des neuf provinces et du Congo y sont représentés. Elle est membre associée de la Société des Amis des Musées royaux de l'État à Bruxelles.
Jenny Minne-Dansaert décède subitement à l'âge de 63 ans à Paris le 11 décembre 1909. Ses activités ont été reprises par plusieurs industriels locaux.

## Style

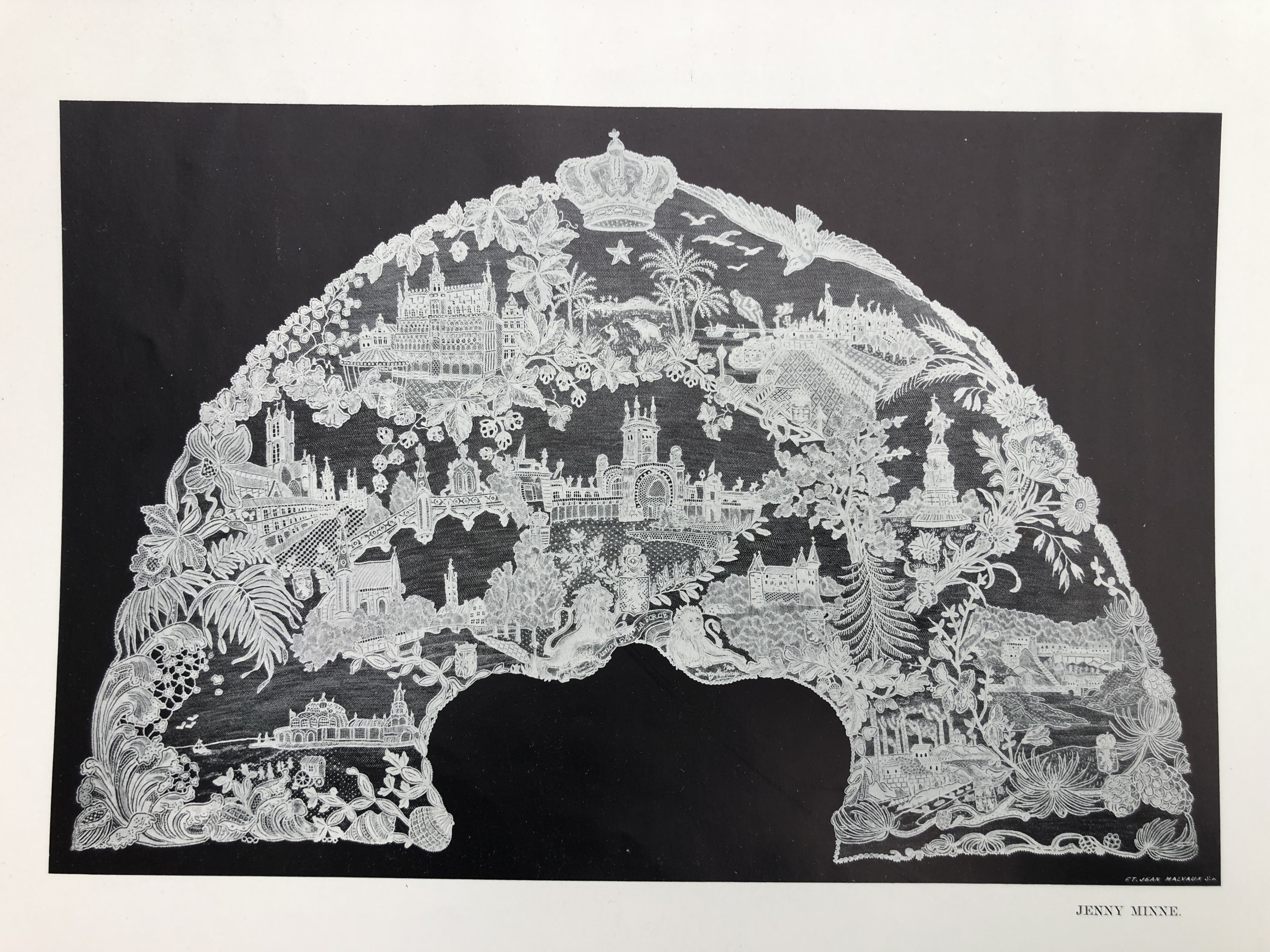
Éventail en dentelle créé par Jenny Minne-Dansaert pour l'exposition universelle de Liège de 1905.

Jenny Minne-Dansaert réagit au défi de la production mécanique, alors en plein développement, en créant des œuvres très raffinées ; cependant cette voie semble rapidement sans avenir. Elle se consacre alors davantage à la copie d’œuvres anciennes qu'elle améliore par le style, la précision et les nuances. Elle s'inspire également de la peinture mais la dentelle n'offre pas suffisamment de souplesse dans le trait pour que ce soit vraiment une réussite. Ses sujets, souvent un peu mièvres, font l'objet de critiques, mais la virtuosité de l'exécution leur valent beaucoup de succès.
Son style reste éloigné de l'Art nouveau qui est alors en plein essor. D'ailleurs, ce n'est que lors de l'exposition de 1900 à Paris, qu'on verra les premières pièces de dentelle inspirées de cette école. À l'exposition de Liège de 1905, Jenny Minne-Dansaert intègre une certaine modernité à ses œuvres, notamment avec le nouveau point d'Eeckent présenté à l'exposition de Paris en 1900 mais place toujours au premier plan la perfection de l'héritage technique. Cette évolution est à mettre au compte de sa volonté d'élargir sa clientèle.

## Quelques œuvres

### La Naissance de Vénus - incrustations pour bas
Le Musée du textile de Saint-Gall conserve une paire de bas incrustés de point gaze, d'aspect vaporeux, provenant de la collection Iklé et attribués à la Maison Minne-Dansaert par plusieurs sources et catalogues . La dentelle représente la Naissance de Vénus avec une abondance d'éléments marins et célestes.

### Le coussin de baptême
Cette housse de coussin a été offerte à la Princesse Elisabeth, future reine des belges à l'occasion de la naissance de son fils, le futur roi Léopold III par une œuvre caritative qu'elle soutient, l'Œuvre du Grand Air. Les Musées royaux d'Art et d'Histoire l'ont acquise en 2003, lors de la dispersion de la garde-robe de la Princesse Liliane, deuxième épouse du roi Léopold III. Le coussin de baptême est une réalisation complexe, avec une incrustation de point gaze et un volant en point d'Angleterre, spécialité de la Maison Minne-Dansaert. Le dessin, très réaliste, représente, aux trois angles du motif, la couronne du royaume entourant un paysage avec un enfant courant vers le soleil et la mer et des éléments d'architecture.

### L'éventail du Musée de l'éventail de Greenwich
Cet éventail conservé depuis 2009 au Fan Museum de Greenwich présente une feuille en dentelle travaillée par Jenny Minne-Dansaert et une monture en ivoire signée par le tabletier Louis-Honoré Henneguy et est présenté dans une boîte au nom de "Ernest Kees Fabriques d'éventails 28 rue du Quatre septembre, Paris". Il est daté du début des années 1890. Cette feuille, au dessin très chargé et très réaliste, avec un grand souci du détail, représente l'enlèvement d'Hélène, avec un coucher de soleil avec des fleurs, des coquillages et des mouettes volant au-dessus de l'océan.

### Collections
Les œuvres de Jenny Minne-Dansaert sont conservées dans différents musées : Metropolitan Museum of Art , Musées royaux d'Art et d'Histoire de Bruxelles, Rijksmuseum Fan Museum de Greenwich, Musée du Textile de Saint Gall et dans des collections privées comme le collection Iklé,

## Distinctions
- Croix de chevalier de l'ordre de Léopold[2]
- Officier de l'instruction publique de France[2]